# Sárga gyapjasmadár
A sárga gyapjasmadár (Chlorodrepanis flava) a madarak osztályának verébalakúak rendjébe és a pintyfélék családjába tartozó faj.

## Rendszerezése
A fajt Andrew Bloxam angol természettudós írta le 1827-ben, a Nectarinia nembe Nectarinia flava néven. Sorolják a Hemignathus nembe Hemignathus flava néven is.

## Előfordulása
Főleg koa erdőkben él az Amerikai Egyesült Államokhoz tartozó Hawaii területén, Oahu szigetén honos. Természetes élőhelyei a szubtrópusi vagy trópusi síkvidéki esőerdők, valamint ültetvények és városi régiók. Állandó, nem vonuló faj.

## Megjelenése
Testhossza 11 centiméter, testtömege 11–17 gramm. A feje és lábai kivételével egész testét piszkos sárga tollak borítják. Kinézetben hasonlít a vékonycsőrű gyapjasmadárhoz.

## Életmódja
Nektárral, gyümölcsökkel és gerincteleneket táplálkozik.

## Szaporodása
A tojó két tojást rak, melyek két hét múlva kelnek ki, de ekkor még a fiókákat barna tollazat borítja. A fiókák három hét múlva kiröpülnek.

## Természetvédelmi helyzete
Az elterjedési területe kicsi, egyedszáma viszont stabil. A Természetvédelmi Világszövetség Vörös listáján sebezhető fajként szerepel.